# GDP-L-fucosio sintasi
La GDP-L-fucosio sintasi è un enzima appartenente alla classe delle ossidoreduttasi, che catalizza la seguente reazione:
GDP-L-fucosio + NADP+ ⇄ GDP-4-deidro-6-deossi-D-mannosio + NADPH + H+
Sia l'enzima umano sia quello di Escherichia coli sono in grado di utilizzare il NADH al posto del NADPH con una leggera riduzione di attività.